# Autoditacker
Autoditacker è il terzo album in studio del duo di musica elettronica tedesco Mouse on Mars. È stato pubblicato nel 1997
Marc Weingarten di Entertainment Weekly ha descritto Autoditacker come "un mosaico disordinato di trilli, cinguetti e suoni ronzanti che sbattono a capofitto in solchi densi, astratti e occasionalmente ballabili." Stephen Thomas Erlewine di AllMusic ha detto: "Ogni ascolto rivela nuovi livelli degli intricati arrangiamenti del gruppo, della strumentazione e dei temi mutevoli che richiamano il miglior jazz avventuroso in termini di imprevedibilità."
Nel 2017 Pitchfork ha inserito Autoditacker al numero 18 della sua lista di "I 50 migliori album IDM di tutti i tempi".

## Tracce
1. Sui Shop – 5:12
2. Juju – 4:57
3. Twift Shoeblade – 4:24
4. Tamagnocchi – 5:33
5. Dark FX – 3:21
6. Scat – 4:55
7. Tux & Damask – 5:02
8. Sehnsud – 6:32
9. X-Flies – 6:10
10. Schnick Schnack Meltmade (Lætitia Sadier, St. Werner, Toma) – 6:02
11. Rondio – 4:58
12. Maggots Hell Wigs – 6:49